# Lőrincz-Sára Tímea
Lőrincz-Sára Tímea, született Sára Tímea (Gyergyószentmiklós, 1992. április 21. –) erdélyi magyar sífutó.

## Sportpályafutása
Szülővárosában a Sportklubnál kezdett sífutni, onnan felnőtt szakosztály hiányában egy bukaresti klubhoz igazolt. Ifjúságiként legjobb eredménye 2009-ben az ulricheni (Svájc) Európa-kupa verseny első helye 7,5 km-en.
Háromszoros olimpikon Románia színeiben. A 2014-es téli olimpián 10 km-en, 15 km-en és egyéni sprintben, a 2018-as téli olimpián 10 km-en és egyéni sprintben indult. A 2022-es téli olimpián is 10 km-en és egyéni sprintben indul.

## Magánélet
2018 után egy időre abbahagyta a versenyzést, gyereket vállalt, de 2021-ben újra elkezdte a felkészülést, és kijutott a 2022-es téli olimpiára.